# Antonio de Olivares
Antonio de San Buenaventura y Olivares, o fray Antonio de Olivares (Moguer, 1630 - Querétaro, 1722), fue un religioso franciscano español reconocido por oficiar la primera misa celebrada en el actual estado de Texas, y sobre todo por su contribución a la fundación de la ciudad de San Antonio, en el ya citado estado de Texas (Estados Unidos) y por su exploración del territorio próximo a esa ciudad. Fundó, entre otras misiones, la conocida misión de San Antonio de Valero (El Álamo), el Presidio de San Antonio de Béjar y la Acequia Madre de Valero.

## Biografía
Antonio de San Buenaventura y Olivares nació en Moguer hacia el año de 1630 y se hizo religioso en el convento franciscano de San Francisco de Moguer.
En 1665, a la edad de treinta y cinco años, aparece como pasajero en una relación de veinte religiosos de una expedición a Indias. En ella se detalla que tenía el pelo negro y la nariz afilada. 

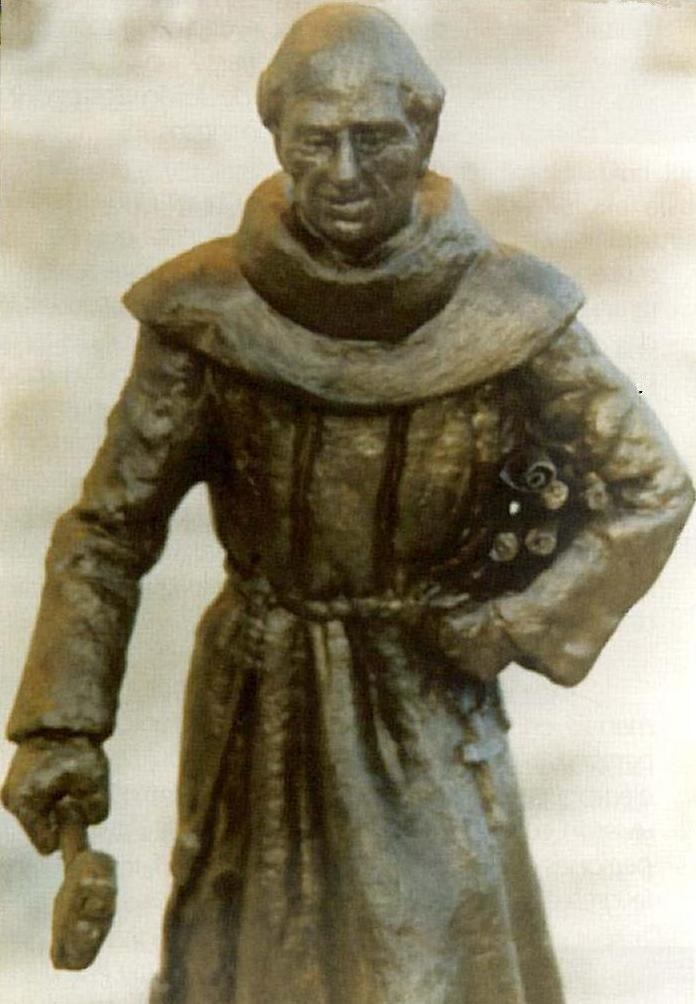
Monumento a Antonio de Olivares en (Tejas).

Una vez en América, en el convento de Querétaro, recibió la formación necesaria para contactar con los naturales, en su labor evangelizadora. Desde ese convento se organizaron diversas expediciones a la región de Tejas, un territorio de gran interés estratégico para la Corona española. Con ese objetivo en el año 1675 una expedición formada por fray Antonio de Olivares, fray Francisco Hidalgo, fray Juan Larios y Fernando del Bosque, fue enviada a explorar y reconocer el país más allá de las fronteras de río Grande, para comprobar las posibilidades de nuevos asentamientos en la zona.
El 1 de enero de 1699 fray Antonio fundó en el valle de la Circuncisión, la misión de San Juan Bautista en su segunda ubicación, y el 1 de marzo de 1700 la misión de San Francisco Solano a ocho kilómetros del río Bravo en Coahuila, aunque esta última fue trasladada de ubicación varias veces hasta transferirla a la futura misión San Antonio de Valero. Posteriormente fundó la misión de San Juan Bautista en las cercanías de Guerrero (Coahuila). En 1706 fue nombrado guardián del Colegio de Querétaro, donde permaneció tres años.
En 1709 el virrey de la Nueva España, Baltasar de Zúñiga y Guzmán, ordenó que regresara a las misiones, y junto con Pedro de Aguirre y fray Isidro de Espinosa exploraran el territorio donde ahora se encuentra la ciudad de San Antonio hasta el río Colorado, marcándose como objetivo fundar una misión y asentamiento civil allí. Ese mismo año viajó a España para persuadir a las autoridades de la importancia de mantener y fundar nuevas misiones a orillas del río San Antonio, permaneciendo hasta el año 1715.
En 1716, fray Antonio de Olivares escribió al virrey de la Nueva España contándole sus esperanzas y planes para la futura misión, y le instó a enviar familias de colonos, para fundar un poblado. En esa misma carta, subrayó el hecho de que era necesario que algunas de estas familias fueran expertas en las artes útiles y las industrias, “para enseñar a los indios todo lo que se debe exigir para que sean útiles y ciudadanos capaces”. 
Finalmente, la perseverancia de fray Antonio encontró respuesta y el virrey dio la aprobación formal de la misión a finales de 1716, asignándole la responsabilidad de su establecimiento a Martín de Alarcón, gobernador de Coahuila y Texas. 

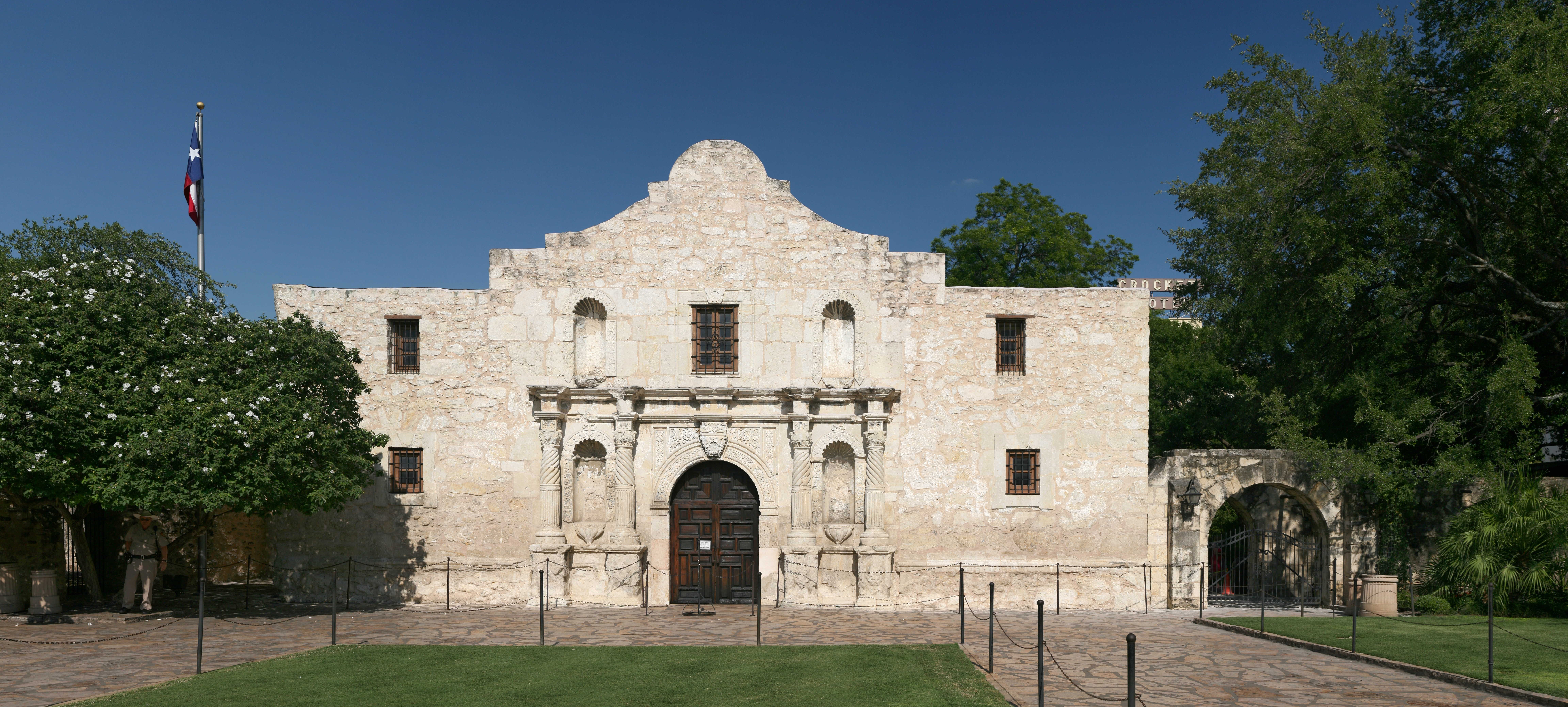
Misión de San Antonio de Valero (El Álamo) en San Antonio (Tejas).

Fray Antonio fue organizando la fundación de la nueva misión, desde la próxima Misión de San Francisco Solano, para ello se reunió en muchas ocasiones con los indios de la zona (indios papaya), ganándose poco a poco su cariño y respeto. Se mantuvo solo en el emplazamiento de la misión durante algún tiempo organizando todo con los indios, finalmente el grupo puso en pie una estructura de paja, ramas y barro cerca de la cabecera del río San Antonio. Esta misión fue denominada misión de San Antonio de Valero, nombre derivado de San Antonio de Padua y del virrey de la Nueva España, el marqués de Valero. La misión estaba localizada en las cercanías de una comunidad de coahuiltecas y estuvo inicialmente habitada por entre tres y cinco indígenas convertidos de la misión San Francisco Solano.
Desafortunadamente, su trabajo fue suspendido durante algún tiempo, por un accidente que sufrió al cruzar un puente; el pie del animal en el que viajaba se metió en un agujero, cayendo violentamente al suelo y rompiéndose la pierna. Cuando pudo caminar de nuevo, cambió la misión de lugar, trasladándola a la ribera occidental del río, donde las inundaciones eran menos probables. Cumpliendo órdenes de su orden religiosa, fray Antonio transfirió la misión de San Francisco Solano a la nueva misión de San Antonio de Valero.
También construyó el Presidio de San Antonio de Béjar, en el lado oeste del río de San Antonio, aproximadamente a 1 milla de la misión. Fue diseñado para la protección del sistema de misiones y asentamientos civiles en el centro de Texas y para asegurar la reclamación de España en la región de la agresión de franceses, ingleses y americanos. El presidio estaba constituido por un edificio de adobe, con techo de paja de hierba, con los soldados acuartelados en chozas de pincel (jacales). Como los colonos se concentraron alrededor del complejo del presidio y la misión, empezó a formarse la Villa de Béjar o Bexar, convirtiéndose en el eje fundamental del Texas español. Al estar situado en el centro de varios sistemas operativos de la misión, Béjar no sufrió las necesidades y angustias de otros presidios. A pesar de ocasionales ataques de los indios, las paredes de defensa del presidio nunca se terminaron o se estimó necesario, ya que la misión se complementó más tarde convertida en la unidad principal de defensa amurallada.
El complejo operativo se completó con la construcción de la primera acequia de Texas (Acequia Madre de Valero), de 6 millas de largo, que construyó para el riego de 400 hectáreas y el abastecimiento de los habitantes de las nuevas instalaciones construidas. Estaba revestida con piedra caliza de la zona. Esta acequia, fue el inicio de un sistema de acequias mucho más amplio. La Acequia Madre de Valero partía de la zona actualmente conocida como "Brackenridge Park" y hacia el sur hasta lo que hoy es "Hemisfair Plaza" y "South Alamo Street".

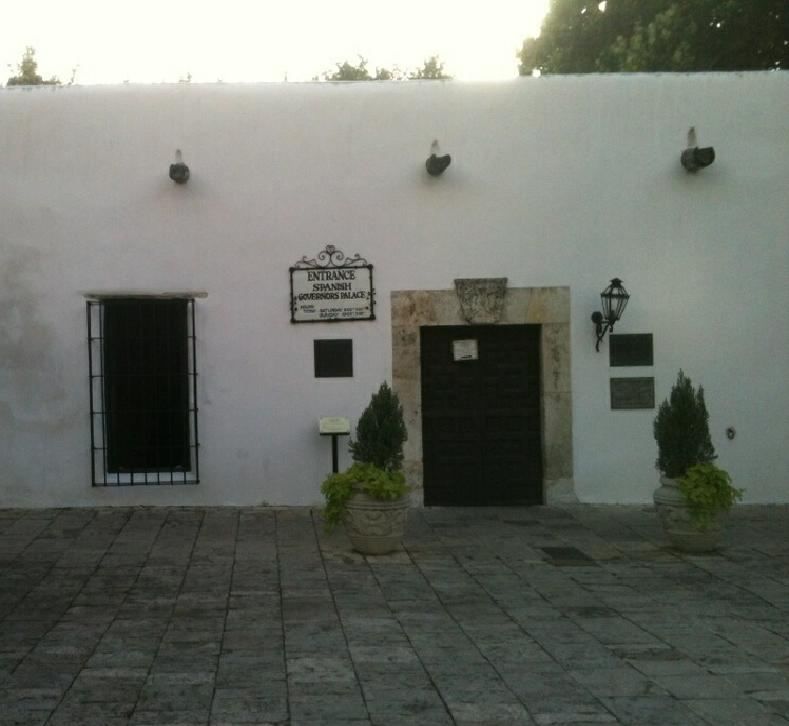
Presidio de San Antonio de Béjar en San Antonio (Tejas).

Fray Antonio de Olivares contó con la ayuda de indios Papaya, para construir la misión de San Antonio de Valero, el Presidio de San Antonio de Béjar, el puente que comunicaba ambas instalaciones, y  la  Acequia Madre de Valero.
El 1 de mayo de 1718, según una declaración certificada que se conserva, Martín de Alarcón dio posesión a Fray Antonio de Olivares de la Misión de San Antonio de Valero, conocida posteriormente como "El Alamo", fundándose oficialmente la misión.
El 5 de mayo fue fundado el Presidio de San Antonio de Béjar, en el lado oeste del río de San Antonio, origen de la actual ciudad de San Antonio de Tejas. El acto fue presidido por Martín de Alarcón, estableciéndose alrededor de 30 familias en sus alrededores.
El 8 de julio de 1718 celebró en la nueva misión de San Antonio de Valero el primer bautismo, tal como queda recogido en el registro bautismal de la misión.
El 14 de febrero de 1719, el marqués de San Miguel de Aguayo hizo un informe al rey de España, proponiendo que 400 familias fuerán transportadas desde las Islas Canarias, Galicia o La Habana para poblar la provincia de Texas. En junio de 1730, 25 familias llegan a Cuba, y 10 familias más habían sido enviadas a Veracruz. Bajo la dirección de Juan Leal Goraz, el grupo marchó por tierra hasta el Presidio de San Antonio de Béjar, a donde llegaron el 9 de marzo de 1731. El grupo se unió a la comunidad militar que existía desde 1718, formando el primer gobierno de la ciudad y tomando como sede el edificio del Presidio de San Antonio de Béjar.
En 1719, Fray Antonio Margil obtuvo el permiso del marqués de San Miguel de Aguayo para fundar una segunda misión en San Antonio. Sin embargo, Fray Antonio se opuso a ella. A pesar de su oposición, la misión de San José y San Miguel de Aguayo fue fundada junto al río de San Antonio, el 23 de febrero de 1720.
El 8 de septiembre de 1720, después de fracturarse una pierna, empeoró su salud y regresó al Convento de Querétaro donde murió en el año 1722.